# Izgrev (Sjoemen)
Izgrev (Bulgaars: Изгрев, Turks: Aydoğdu) is een dorp in het oosten van Bulgarije. Het dorp ligt in de gemeente Venets, oblast Sjoemen. Het dorp ligt hemelsbreed ongeveer 36 km ten noordwesten van Sjoemen en 313 km ten noordoosten van Sofia.

## Bevolking
Op 31 december 2020 woonden er 946 personen in het dorp Izgrev. Het aantal inwoners vertoont al meerdere jaren een dalende trend: in 1965 woonden er nog 1.652 personen in het dorp. 
| Bevolkingsontwikkeling tussen 1934 en 2020          |
| --------------------------------------------------- |
|                                                     |
| Bron: Nationaal Statistisch Instituut van Bulgarije |

In het dorp wonen nagenoeg uitsluitend etnische Turken, maar er is ook een grote minderheid van Roma. In de optionele volkstelling van 2011 identificeerden 484 van de 701 ondervraagden zichzelf als etnische "Turken". Daarnaast noemden 202 ondervraagden zichzelf "Roma", terwijl 14 personen zichzelf “Bulgaren” noemden. De overige ondervraagden hebben geen etnische achtergrond gespecificeerd.
| Etnische samenstelling van de respondenten (2011) | Etnische samenstelling van de respondenten (2011) | Etnische samenstelling van de respondenten (2011) | Etnische samenstelling van de respondenten (2011) | Etnische samenstelling van de respondenten (2011) |
| ------------------------------------------------- | ------------------------------------------------- | ------------------------------------------------- | ------------------------------------------------- | ------------------------------------------------- |
|                                                   |                                                   |                                                   |                                                   |                                                   |
| Bulgaren                                          | Bulgaren                                          |                                                   | 2,0%                                              | 2,0%                                              |
| Turken                                            | Turken                                            |                                                   | 69,0%                                             | 69,0%                                             |
| Roma                                              | Roma                                              |                                                   | 28,8%                                             | 28,8%                                             |
| Anders/Onbekend                                   | Anders/Onbekend                                   |                                                   | 0,2%                                              | 0,2%                                              |

Van de 844 inwoners die in februari 2011 werden geregistreerd, waren er 207 jonger dan 15 jaar oud (24,5%), gevolgd door 560 personen tussen de 15-64 jaar oud (66,4%) en 77 personen van 65 jaar of ouder (9,1%).